# Витрупе
Витрупе (устар. Виттер; латыш. Vitrupe, Košķuļupe, Ķimšupe, Noudaļupe, Reiņupe, Teičupe, Utallups) — река в Латвии, течёт по территории Салацгривской, Лиепупской, Лимбажской и Вилькенской волостей Лимбажского края. Впадает в Рижский залив Балтийского моря.
Длина — 36 км (по другим данным — 33 км). Вытекает из северной оконечности озера Риебэзерс на высоте 37,7 м над уровнем моря (согласно другой версии, начинается в озере Ладес на высоте 47,7 м над уровнем моря) в Лимбажской волости. Большая часть бассейна располагается в пределах Метсепольской равнины Среднелатвийской низменности, низовья на Видземском побережье Приморской низменности. Впадает в Балтийское море около одноимённого населённого пункта в Салацгривской волости. Уклон — 1,1 м/км, падение — 38 м. Площадь водосборного бассейна — 197 км² (по другим данным — 211 км²). Объём годового стока — 0,054 км³.
Притоки: Дзирнупите, Лепстурга.